# Kaliummalat
Kaliummalat, exakter Dikaliummalat, ist das doppelte Kaliumsalz der Äpfelsäure. Die Salze der Äpfelsäure, die Malate, sind als Beteiligte im Citratzyklus Bestandteil aller lebenden aeroben Zellen.
Das Kaliummalat wird aus Äpfelsäure beziehungsweise Fumarsäure synthetisiert oder auf biotechnologischem Weg als Stoffwechselprodukt von Bakterien und Pilzen gewonnen.

## Eigenschaften

### Stereochemie
Kaliummalat besitzt wie die korrespondierende Äpfelsäure ein Stereozentrum und ist optisch aktiv. Die beiden Enantiomeren des Kaliummalats, L- und D-Kaliummalat, haben die gleichen physikalischen Eigenschaften, unterscheiden sich aber in der Richtung des Drehwertes α. Das racemische Gemisch, DL-Kaliummalat, unterscheidet sich in einigen physikalischen Eigenschaften – wie beispielsweise dem Schmelzpunkt – allerdings deutlich von denen der reinen Enantiomeren.

## Verwendung
Es ist in der EU als Lebensmittelzusatzstoff der Nummer E 351 ohne Höchstmengenbeschränkung (quantum satis) für alle Lebensmittel allgemein zugelassen. Der gemeinsame FAO/WHO-Sachverständigenausschuss für Lebensmittelzusatzstoffe (JECFA) untersuchte Äpfelsäure und leitete ausgehend von deren hinreichend geklärtem Stoffwechselweg und dem täglichen Verzehr von Äpfelsäure enthaltenden Nahrungsmitteln bei Erwachsenen einen akzeptablen täglichen Gruppenaufnahmewert (ADI) ab ohne weitere Spezifizierung für DL-Äpfelsäure oder Kalium-DL-Malat. Es findet so als Säureregulator oder Säuerungsmittel Verwendung in zum Beispiel Gemüsekonserven, Fertigsuppen und Soßen, Obsterzeugnissen und Limonaden. Es unterstützt Antioxidationsmittel in ihrer Wirkung und wirkt geschmacksverstärkend und kann daher auch helfen, in zuckerfreien Produkten Süßstoffe einzusparen.
Bezüglich der lebensmitteltechnischen Verwendung bestehen keine Gesundheitsbedenken.